# Эбергард (станция)
Эберга́рд — железнодорожная станция Владивостокского отделения Дальневосточной железной дороги. Расположена в Дальнереченском районе Приморского края. Электрифицирована.
Станция названа в честь инженера-путейца Ю. Н. Эбергарда, работавшего на строительстве Уссурийской железной дороги.

## География
Станция расположена на Транссибе в 14 км севернее Дальнереченска.
Расстояние по автодороге:
- до проходящей восточнее федеральной трассы «Уссури» около 5 км;
- до села Сальское около 15 км;
- до центра Дальнереченска около 24 км.